# Kitaura Kiichirō
Kitaura Kiichirō (japanisch 北裏 喜一郎; geboren 14. März 1911 in Mihama (Präfektur Wakayama); gestorben 30. Oktober 1985) war ein japanischer Unternehmer.

## Leben und Wirken
Kitaura Kiichirō machte 1933 seinen Ausbildungsabschluss ab der „Kōbe kōtō shōgyō gakkō“ (神戸高等商業学校) und trat dann in das Unternehmen „Nomura Securities“ (野村證券) ein. Nach dem Zweiten Weltkrieg wurde er 1948 Leiter des Osaka-Büros und zugleich Leiter der Aktienabteilung. 1949 wurde er Direktor, 1952 Geschäftsführer, 1956 Leitender Geschäftsführer, 1959 Jahre Vizepräsident, 1968 Jahre Präsident, 1978 Jahre Vorsitzender des Aufsichtsrates, 1981 Jahre Berater.
Als sich die Wertpapierbranche 1965 in einer Rezession befand, beschloss Kitaura, dass „Forschung und Forschung in der Zukunft notwendig seien“, und gründete das „Nomura Research Institute“ (野村総合研究所, Nomura sōgŏ kenkyūsho). Dann widmete er sich zusammen mit seinen Vorgängern Okamura Tsunao (奥村 綱雄, 1903–1972) und Segawa Minoru (瀬川 美能留; 1906–1991) der Weiterentwicklung von Nomura Securities nach dem Krieg und führte so das Unternehmen an die Spitze der Wertpapierbranche in Japan.
Von 1953 bis 1985 war Kitaura an der Spitze der „Japan Association of Corporate Executives“ (日本経済同友会, Nihon Keizai dōyūkai) tätig. 1982 wurde er mit dem Orden des Heiligen Schatzes 1. Klasse ausgezeichnet.